# 치유 기도
치유 기도는 자신이 믿는 신으로부터 신성한 기적을 이끌어내는 것으로 믿어지는 기도와 몸짓을 통한 성례의 하나이다(예시: 안수 기도, 안찰 기도). 어떤 기독교 신자들은 종교적인 믿음을 갖고 행해지는 기도나 여타 의식을 통해 질병과 장애를 치유할 수 있다고 주장하며, 그러한 신앙적 행위가 틀림없이 신의 기적을 일으킨다고 생각한다. 신의 개입에 대한 종교적 믿음은 경험적 증거에만 의존하지 않으며, 치유라는 목적의 달성은 믿음에 근거한 결과를 얻는 것으로 여겨진다.
기도, 신의 개입, 또는 개인 치료사의 직무와 같은 "영적 기술"이 병을 치료할 수 있다는 주장은 과거로부터 역사 전반에 있어 대중적으로 유행한 믿음이다. 믿음은 실명, 귀 먹음, 암, HIV AIDS, 발달 장애, 빈혈, 관절염, 언청이, 벙어리, 다발성 경화증, 피부 발진, 전신 마비 및 다양한 부상을 치료할 수 있다고 믿어졌다. 
치유 기도를 통한 병세의 회복은 일반적으로 믿음 치유로 분류되는 많은 기술에 기인하는데, 기도, 성지 순례, 또는 신에 대한 강한 믿음이 여기에 속한다.
많은 사람들은 성경, 특히 신약 성경을 치유 기도에 대한 교리적 근거와 본을 가르치는 것으로 해석한다. 2004년 뉴스 위크 여론 조사에 따르면 미국인의 72%는 의학과 과학이 치료할 수 없는 질병이 있다고 하더라도 하나님에게 기도하면 누군가가 치료될 수 있다고 믿는다고 한다. 한편, 특별히 믿음 치유와는 달리, 영적 치유를 옹호하는 사람들은 신성한 에너지를 믿는 연유로 신에게 기적을 구하려고 하지 않는다. 
한편 20세기 말 대체 의학에 대한 관심이 높아짐에 따라 사회 학자들은 종교와 건강의 관계에 대한 관심이 높아졌다. 그러나 이는 치유 기도에 대한 인정과는 별개의 문제이다.
사실상 모든 과학자들과 의학자들은 유사 의학으로서의 믿음 치유를 인정하지 않는다. 믿음 치유는 영적, 초자연적, 또는 초자연적인 주제로 분류 될 수 있으며, 어떤 경우에는 믿음 치유에 대한 믿음은 일종의 미신적 사고로 분류될 수 있다. 미국 암 협회 (American Cancer Society)는 "현재까지 증명된 과학적 사실들은 믿음 치유가 실제로 질병을 치료할 수 있다는 주장을 결코 지지하지 않는다"고 밝혔으며 "심각한 부상이나 질병에 대한 치료 대신에 치유 기도가 선택 될 때에는 사망, 장애 및 기타 원치 않는 결과가 발생한다."고도 말했다. 만약 부모가 병원 의료진에 의한 치료보다 믿음 치료를 우선시하고 적용한다면 많은 자녀들이 큰 위험에 빠질 것으로 예상되며, 이는 성인들에게도 마찬가지일 것이다.

## 참고 문헌
- Beyer, Jürgen (2013) "Wunderheilung". In Enzyklopädie des Märchens. Handwörterbuch zur historischen und vergleichenden Erzählforschung, vol. 14, Berlin & Boston: Walter de Gruyter, coll. 1043–1050